# Peronosporaceae
Peronosporaceae é uma família de protistas em muitos aspectos semelhantes a fungos, grupo no qual foi durante muito tempo incluída, que contém um total de 7 géneros que englobam cerca de 600 espécies. Incluem-se nesta família as espécies que produzem os míldios e os bolores azuis.

## Descrição
A família contém patogenos das plantas, na sua maioria parasitas obrigatórios. O parasitismo realiza-se mediante o uso de haustórios, estruturas especializadas capazes de penetrar nos tecidos do hospedeiro. A maioria parasita plantas dicotiledóneas.
Os membros da família Peronosporaceae têm importância económica pois o taxon inclui espécies que formam relações micorrízicas parasitárias com plantas utilizadas em agricultura. Alguns exemplos destes tipos de protistas são: Plasmopara viticola, Peronospora tabacina e Bremia lactucae que produzem enfermidades em videiras, tabaco e alfaces, respectivamente.